# Ben Gardane
Ben Gardane (arabsko Bin Guirdan, بنقردان) je pristaniško mesto ob vzhodni obali Tunizije ob Gabeškem zalivu.Ocenjena populacija leta 2014 je 79.912 ljudi.